# Duel dans le désert
Pour plus de détails, voir Fiche technique et Distribution.
Duel dans le désert (La magnifica sfida) est un film d'aventure italo-espagnol sorti en 1965 au cinéma, réalisé par Miguel Lluch et Osvaldo Civirani.

## Synopsis
Revenant dans son pays, Kadir assiste à l'embuscade de l'escorte de la princesse Amar qui se rend à Samara pour épouser l'émir Atatur. Celui-ci a exigé ce mariage comme conséquence de sa victoire sur le royaume de Caverin. Kadir vient chevaleresquement en aide aux gardes de la princesse et à leur chef, Kames, qui par gratitude, l'introduit auprès d'Atatur après qu'ils ont mis en déroute les assaillants. Bien entendu l'émir enquête sur ceux qui ont osé attaquer la caravane, et il se trouve que les assaillants portaient des tenues semblables aux nomades de Hussein : il les fait donc attaquer et capturer Hussein. Mais les fils de Hussein retrouvent les assaillants de la caravane et les retiennent comme captifs, proposant à Atatur de les lui livrer. Celui-ci semble consentir à l'échange dans les conditions proposées, mais trompe tout le monde et ne libère pas Hussein. Il emporte les prisonniers apportés par les nomades pour les torturer. Kadir a déjà compris que ces assaillants désormais prisonniers étaient en fait des proches de la princesse Amar qui voulaient empêcher son mariage funeste avec Atatur. Il invite la princesse Amar à ne pas les reconnaître quand Atatur la fera passer devant eux dans la prison, pour ne pas donner prétexte à une nouvelle campagne punitive contre sa ville d'origine. Hélas le tyran Atatur a déjà résolu de mener cette campagne quelle que soit l'attitude de son épouse récalcitrante. Entre-temps, Kadir s'est fait reconnaître par certains citoyens de Samara comme le fils disparu de l'émir assassiné par Atatur. Dans le groupe de ses partisans se trouve aussi Kames, qui fait semblant de servir Atatur pour protéger la sœur de Kadir, la présentant comme sa maîtresse et une danseuse dans la taverne d'Ali. 
Kadir et ses partisans s'unissent aux nomades pour écraser Atatur et ses mercenaires dans le désert. Ainsi périssent tous ceux qui ne respectent pas le droit des gens...

## Fiche technique
- Titre français : Duel dans le désert
- Titre original italien : La magnifica sfida
- Titre original espagnol : El halcón del desierto[1]
- Genre : film d'aventure
- Réalisation : Miguel Lluch et Osvaldo Civirani[2] (sous le pseudo de Ted Ross)[1]
- Scénario : Osvaldo Civirani, María del Carmen Martínez Román
- Musique : Coriolano Gori
- Production : María Ángel Coma Borrás pour Wonder Films, Hispamer Films
- Photographie : Osvaldo Civirani
- Format d'image :  2,35 : 1
- Décors : Teddy Villalba
- Pays :  Italie,  Espagne
- Durée : 98 min
- Année de sortie : 1965
- Langue originale : italien
- Date de sortie en salle en France : 2 mai 1967[2]

## Distribution
Sauf indication contraire, les informations mentionnées dans cette section peuvent être confirmées par la base de données cinématographiques IMDb,  présente dans la section « Liens externes ».
- Kirk Morris : Kadir
- Dina Loy : princesse Amar
- Aldo Sambrell : Kames
- Tomás Picó : Hussein
- Erika Jones : Semira, danseuse
- Franco Fantasia : Atatur
- José Riesgo : Omar
- Ted Ross : Jafar, le frère d'Amar
- Ignazio Dolce : Sirup
- Claudio Scarchilli : Ali, l'aubergiste
- Roberto Messina
- Juan Cortés